# Symmoca oenophila
Symmoca oenophila is een vlinder uit de familie dominomotten (Autostichidae). De wetenschappelijke naam werd voor het eerst geldig gepubliceerd in 1871 door Otto Staudinger.
Deze vlinder komt voor in Europa.

## Synoniemen
- Symmoca muricella Chrétien, 1896[1]
- Amselina altitudinis Gozmany, 1962[1]
  - Symmoca altitudinis (Gozmany, 1962)

1. 1 2  synoniem per Fauna Europaea